# Immortals of Aveum
Immortals of Aveum é um jogo eletrônico de tiro em primeira pessoa desenvolvido pela Ascendant Studios e publicado pela Electronic Arts para Microsoft Windows, PlayStation 5 e Xbox Series X/S em 22 de agosto de 2023. Ele foi recebido de forma mista pela crítica especializada e seu número reduzido de vendas levou à demissão de grande parte dos desenvolvedores do estúdio.

## Jogabilidade
Immortals of Aveum é jogado a partir de uma perspectiva em primeira pessoa. O jogador controla Jak, um feiticeiro que se junta a uma ordem de elite de magos guerreiros para salvar um planeta à beira do abismo. O jogo inclui cerca de 25 feitiços, incluindo magias ofensivas e defensivas que podem ser vermelhas, azuis ou verdes. Além disso, há uma árvore de habilidades com mais de 80 opções. A campanha principal tem duração de pelo menos 25 horas.

## Desenvolvimento
A Ascendant Studios foi fundada em 2018 por um grupo de desenvolvedores com experiência nas séries Dead Space e Call of Duty, e Immortals of Aveum foi o primeiro jogo lançado pelo estúdio.
Immortals of Aveum foi anunciado na cêrimonia The Game Awards 2022. A equipe de desenvolvimento afirmou que estavam focados em criar um jogo que é divertido e desafiador de jogar. Eles também enfatizaram a importância de criar um jogo com uma forte narrativa e personágens memoráveis. O jogo foi desenvolvido no motor Unreal Engine 5 e dirigido por Bret Robbins, que havia trabalhado como diretor criativo de Dead Space.
O jogo tinha seu lançamento planejado para 20 de julho de 2023, mas foi adiado para 22 de agosto do mesmo ano. Ele foi publicado através do programa EA Originals da Electronic Arts. Uma campanha publicitária focada na divulgação do jogo através de streamers e produtores de conteúdo foi realizada durante sua janela de lançamento.

## Recepção
Immortals of Aveum foi recebido de forma "mista ou mediana" pela crítica especializada em suas versões para Windows e PlayStation 5 e de forma "geralmente positiva" em sua versão para Xbox Series X/S de acordo com o agregador de críticas Metacritic.
Luke Reilly da IGN elogiou o combate "rápido de magias que é espetacular de assistir", enquanto Jordan Ramée da GameSpot afirmou que "a construção do mundo e a história de fundo são interessantes de descobrir e ler". Por outro lado, Ramée desaprovou o protagonista Jak por "não [ser] agradável ou interessante" e os inimigos e arenas "repetitivos [...] fazendo com que o combate pareça obsoleto e estendendo o jogo além do necessário". Em uma análise negativa do jogo, Chris Tapsell da Eurogamer criticou seu "combate repetitivo e impreciso", seus "quebra-cabeças que afetam o dinamismo do jogo" e seus "personagens irritantes e avalanches de histórias sem sentido e cheias de nomes próprios", mas elogiou a "tentativa honesta de tentar fazer algo relativamente novo", afirmando que o jogo só "é impedido de ser um desastre total por um tipo de energia genuína [...] que o torna difícil de detestar agressivamente".
Alguns dias depois de seu lançamento, Immortals of Aveum atingiu um pico de 751 jogadores em simultâneo na Steam, o 96º jogo com pico de jogadores em simultâneo mais alto em 2023 até então. Paul Tassi da Forbes observou que este baixo pico de jogadores em simultâneo pode mostrar "os limites de uma campanha publicitária baseada em streamers".  Em 14 de setembro de 2023, foi noticiado que as vendas abaixo do esperado do jogo levaram à demissão de cerca de 40 desenvolvedores da Ascendant Studios, pouco menos da metade de todos os seus funcionários.